# فريدريك فون جورجي
فريدريك فون جورجي (بالألمانية: Friedrich von Georgi)‏ هو سياسي نمساوي، ولد في 27 يناير 1852 في براغ في التشيك، وتوفي في 23 يونيو 1926 في فيينا في النمسا. انتخب جهيمرات ‏.